# Sali Nadounké
Sali Nadounké (* 31. Dezember 1980) ist eine burkinische Kugelstoßerin.

## Sportliche Laufbahn
Erste internationale Erfahrungen sammelte Sali Nadounké bei den Afrikaspielen 2019 in Rabat, bei denen sie mit 12,89 m den siebten Platz belegte.
2018 wurde Nadounké burkinische Meisterin im Kugelstoßen.